# Avon (Dakota del Sur)
Avon es una ciudad ubicada en el condado de Bon Homme en el estado estadounidense de Dakota del Sur. En el Censo de 2010 tenía una población de 590 habitantes y una densidad poblacional de 355,94 personas por km².

## Geografía
Avon se encuentra ubicada en las coordenadas 43°0′19″N 98°3′34″O / 43.00528, -98.05944. Según la Oficina del Censo de los Estados Unidos, Avon tiene una superficie total de 1.66 km², de la cual 1.66 km² corresponden a tierra firme y (0%) 0 km² es agua.

## Demografía
Según el censo de 2010, había 590 personas residiendo en Avon. La densidad de población era de 355,94 hab./km². De los 590 habitantes, Avon estaba compuesto por el 94.07% blancos, el 0% eran afroamericanos, el 3.05% eran amerindios, el 0.17% eran asiáticos, el 0% eran isleños del Pacífico, el 1.02% eran de otras razas y el 1.69% pertenecían a dos o más razas. Del total de la población el 2.03% eran hispanos o latinos de cualquier raza.